# Hymn Ekwadoru
Salve, Oh Patria („Bądź pozdrowiona, o Ojczyzno!”) – hymn państwowy Ekwadoru.  Muzykę skomponował Antonio Neumane, tekst napisał Juan Leon Mera. Został oficjalnie uznany w 1886 roku.
| Tekst hymnu Salve, Oh Patria, mil veces! Oh Patria, Gloria a ti! Gloria a ti! Ya tu pecho, tu pecho, rebosa Gozo y paz ya tu pecho rebosa; Y tu frente, tu frente radiosa Más que el sol contemplamos lucir, Y tu frente, tu frente radiosa Más que el sol contemplamos lucir. Los primeros los hijos del suelo Que soberbio, el Pichincha decora Te aclamaron por siempre señora Y vertieron su sangre por ti. Dios miró y aceptó el holocausto Y esa sangre fue germen fecundo De otros héroes que atónito el mundo Vió en tu torno a millares surgir. a millares surgir, a millares surgir. |